# 더 퀸
《더 퀸》(영어: The Queen)은 1997년 8월 1일에 사망한 웨일스 공작부인 다이애나의 사망에 대한 영국의 왕가의 반응을 묘사한 2006년에 개봉한 영국의 가상 드라마 영화이다. 스티븐 프리어스가 감독, 피터 모건이 감독을 맡았으며, 헬렌 미렌이 주인공인 엘리자베스 2세 역을 연기했다.
영화에서 왕가는 다이애나의 사망에 대해서 가족장과 더불어 공식적인 왕가 출신의 사망으로 다루지 않으려고 했다. 이는 비탄의 대한 공식적인 표현을 원하던 일반적인 대중들의 편을 든 토니 블레어와 다이애나의 전 남편 웨일스 공 찰스의 의견과는 대조적이였다. 다이애나의 공식적 지위를 여기는 왕실 의례, 공화주의 문제까지 다루는 언론에 의해 문제는 더욱 악화되었다.
영화는 군주제에 대한 존경을 표하는 대중들의 정서 부활과 블레어 정부의 쇠퇴과 동시에 일어나던 시기에 개봉되었다. 마이클 신은 《라이벌》에서 했었던 토니 블레어 역을 다시 맡았고, 이후 《특별한 관계》에서도 같은 역으로 재출연했다. 《더 퀸》은 일반적인 평가와 주인공을 맡은 미렌에 대해 찬사를 얻었고, 그녀는 아카데미 여우주연상을 포함한 여러 상을 수상했다. 또한 미렌은 엘리자베스 2세에게서 찬사와 버킹엄 궁으로 저녁 식사 초대를 받기도 했다(그녀는 비록 할리우드에서 촬영 약속 때문에 참석할 수 없었다).

## 줄거리
1997년 영국 총선에서 토니 블레어와 노동당은 개혁과 현대화 강령으로 당선된다. 4개월도 채 되지 않아 웨일스 공비 다이애나는 파리 알마교 터널에서 자동차 사고로 사망한다.
곧바로 그녀의 죽음은 전 남편인 찰스 왕세자와 총리 토니 블레어에게 문제를 제기한다. 더 이상 왕실 구성원이 아닌 미래 국왕의 어머니에게 어떤 예우를 표해야 할까? 엘리자베스 2세 여왕은 블레어가 장례식 계획에 대한 자신의 견해를 재고하도록 시도하면서 왕실에 대한 현대화 공약을 지킬지 의문을 품는다. 다이애나의 가족인 스펜서 가문은 장례식을 비공개로 할 것을 요구한다.
블레어가 다이애나를 "국민의 공주"라고 묘사하고 언론이 그 칭호를 채택한 연설 이후, 대중의 슬픔이 방송과 꽃다발로 넘쳐나 버킹엄궁과 켄징턴궁 정문이 우회해야 할 정도로 많아진다. 여왕은 죽은 어머니를 둔 손자들을 위로하고 보호해야 한다고 느끼기 때문에 밸모럴성에서 휴가를 보내면서 왕실 고위 구성원들은 다이애나가 사회에 미친 중요성을 인정하려 노력하지 않는다. 왕실의 인기는 폭락하는 반면, 블레어는 왕실의 무대응에 대한 대중의 분노에 대응하면서 지지율이 상승한다.
논란 속에서 왕실을 이끌려는 블레어의 시도는 저항에 부딪힌다. 여왕은 이를 대중의 히스테리에 굴복하는 것이라고 묘사한다. 여왕과 필립 공이 다이애나에 대한 동정이나 국가의 애도를 인정하는 것에 분개함에도 불구하고, 블레어는 웨일스 공과 여왕의 개인 비서들로부터 왕실의 태도를 바꾸려는 시도를 계속하라는 격려를 받는다. 영국이 계속 슬픔에 잠기는 동안, 블레어는 왕실을 공개적으로 옹호하려 하지만 그의 시도는 헛수고이다. 블레어의 연민은 그에게 압도적인 찬사와 숭배를 안겨주는 반면, 왕실의 무관심은 국민들로부터 맹렬한 비난을 받는다.
영국의 분노가 극에 달하자, 블레어는 다이애나와 대중을 인정하지 않는 여왕의 거부를 더 이상 무마할 수 없게 된다. 그는 여왕에게 나라의 70%가 그녀의 행동이 군주제에 해롭다고 믿으며, "4명 중 1명"이 군주제 폐지를 찬성한다고 밝힌다. 블레어는 왕실이 버킹엄궁에 국기를 조기로 게양하고, 여왕이 다이애나에게 경의를 표하며 나라를 위로하는 대국민 연설을 할 것을 강력히 주장한다.
국민의 반응과 총리의 제안에 의기소침해지지만, 여왕은 자신의 통치 기간 동안 세상이 변했음을 깨닫는다. 그녀와 필립 공은 의견 불일치에도 불구하고 런던으로 돌아간다. 여왕은 마침내 생방송 텔레비전에서 다이애나가 국가와 사회에 미친 중요성에 대해 공개적으로 추모하며 영국의 고통을 어느 정도 진정시킨다. 왕실은 웨스트민스터 사원에서 열린 다이애나의 공공 장례식에 참석한다.
블레어가 여왕과 다음 회의에서, 그들은 다이애나의 죽음과 그에 따른 행동을 둘러싼 논란을 포함하여 지난 회의 이후 발생한 일에 대해 의견을 교환한다. 그리고 그녀는 총리에게 대중의 여론이 새로운 영국에 대한 왕실의 반응 방식에 대해 변했듯이, 그도 자신이 대중의 여론을 변화시키는 동일한 입장에 처할 수 있음을 경고한다.

## 출연
- 헬렌 미렌 - 엘리자베스 2세
- 마이클 신 - 토니 블레어 총리
- 제임스 크롬웰 - 에든버러 공작 필립
- 헬렌 매크로리 - 쉐리 블레어
- 앨릭스 제닝스 - 웨일스 공 찰스
- 로저 앨럼 - 로빈 자빈 (이후 자빈 경)
- 실비아 심즈 - 왕대비 엘리자베스
- 팀 맥뮬런 - 스티븐 램포트
- 마크 베이즐리(Mark Bazeley) - 앨리스테어 캠벨
- 더글러스 리스(Douglas Reith) - 시종장 에얼리 경
- 로빈 소언스(Robin Soans) - 시종 무관
- 얼 캐머런 - 초상화 화가
- 앤서니 드백(Anthony Debaeck) - 가톨릭 성직자
- 트레버 맥도널드 - 본인
- 마틴 루이스 - 본인
- 제이크 테일러 쉔토스(Jake Taylor Shantos) - 윌리엄 왕자
- 대쉬 바버(Dash Barber) - 해리 왕자
- 로렌스 킹 - 웨일스 공작부인 다이애나
- 마이클 게이 - 도디 알파예드

### MBC 성우진
- 송도영 - 여왕(헬렌 미렌)
- 박기량 - 토니 블레어(마이클 신)
- 안정현
- 박태호
- 이성
- 김명수
- 최상기
- 기경옥
- 이윤연
- 황윤걸
- 이병식
- 김혜경
- 김동현
- 이승환
- 전수빈
- 유은숙
- 김두희
- 유상우
- 이민하
- 한경화